# Типаза
Типа́за (раньше Тефассед, шенуа  — базар, араб. تيبازة‎) — город в Алжире, расположенный на побережье Средиземного моря в 68 км к западу от города Алжир, административный центр одноимённого вилайета.
Современный город, основанный в 1857 году, известен в основном благодаря своим песчаным пляжам и группе руин финикийского, древнеримского, раннехристианского, византийского происхождения, а также памятникам времён берберских царей Нумидии (таким, как Кбор-эр-Румиа). Население около 26 тысяч человек.

## История
Типаза была основана финикийцами и с VI века до н. э. являлась финикийской заставой. В 46 году н. э., после того, как римский император Клавдий захватил Мавретанию, он предоставил Типазе латинские права (частичное гражданство). Древний римский город был построен на трёх небольших холмах недалеко от моря. В течение следующих 150 лет Типаза стала колонией Рима (полное римское гражданство).
В городе было рано распространено христианство, в III веке Типаза являлась епископским престолом. Однако большинство населения не приняли христианскую религию. Согласно легенде в IV веке христианская дева Сальса бросила голову языческого змеиного идола в море, после чего разгневанные люди избили её камнями до смерти. Её тело, чудесным образом обнаруженное в море, было сожжено в часовне на холме у гавани, где впоследствии расположилась базилика. В 484 году король вандалов Хунерих (477—484) послал в Типасу арианского епископа, после чего большое количество населения переехало в Испанию, а оставшаяся часть жестоко преследовалась.
В VI веке Типаса на некоторое время снова возродилась во время византийской оккупации, когда туда прибыли арабы городу было дано имя Тефассед, что в переводе с арабского означало «сильно разрушенный». Современный город Типаза был основан французами в 1857 году.

## Достопримечательности
Кбор-эр-Румиа и другие памятники древней Типазы, сохранившиеся главным образом вдоль приморской дороги на Шершель, в 1982 г. были включены ЮНЕСКО в список Всемирного наследия.
К настоящему времени не осталось следов домов римлян, большинство из которых располагались на центральном холме, однако имеются руины трёх церквей (Большой базилики, базилики Александра и базилики Святой Сальсы), двух кладбищ, бань, театра, амфитеатра и нимфеума. Базилики окружены кладбищами, гробы в которых изготовлены из камня и покрыты мозаикой. Базилика Святой Сальсы, раскопанная Стефаном Гжеллем, состоит из нефа и двух приделов, в ней сохранилась античная мозаика. На месте Большой базилики в течение нескольких столетий находилась каменоломня, но тем не менее выделяется её план, состоящий из семи приделов. Под основанием церкви расположены захоронения, вырубленные из твёрдого камня. Одно из них имеет круглую форму диаметром 18 м и содержит 24 гроба.

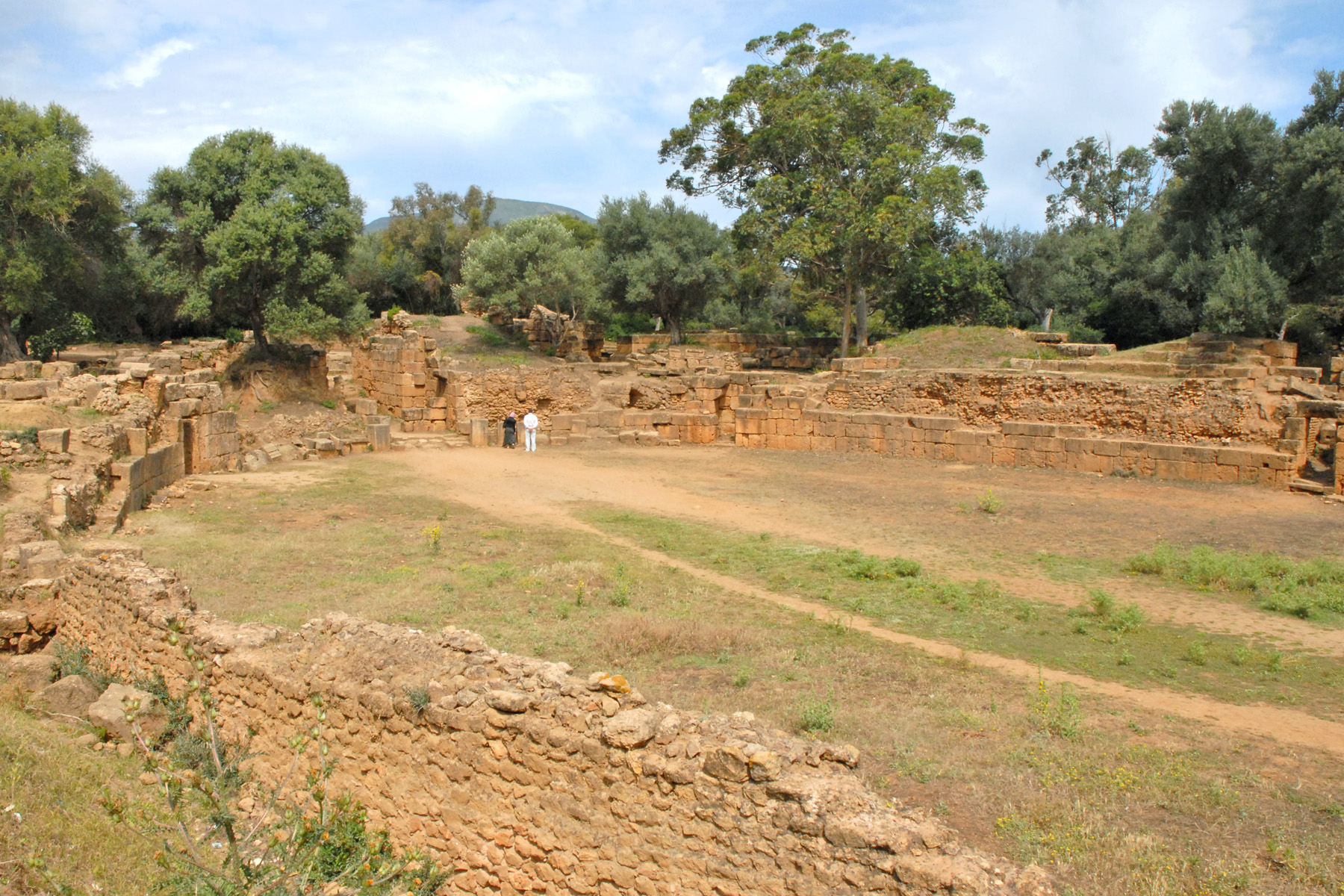
Руины римского амфитеатра
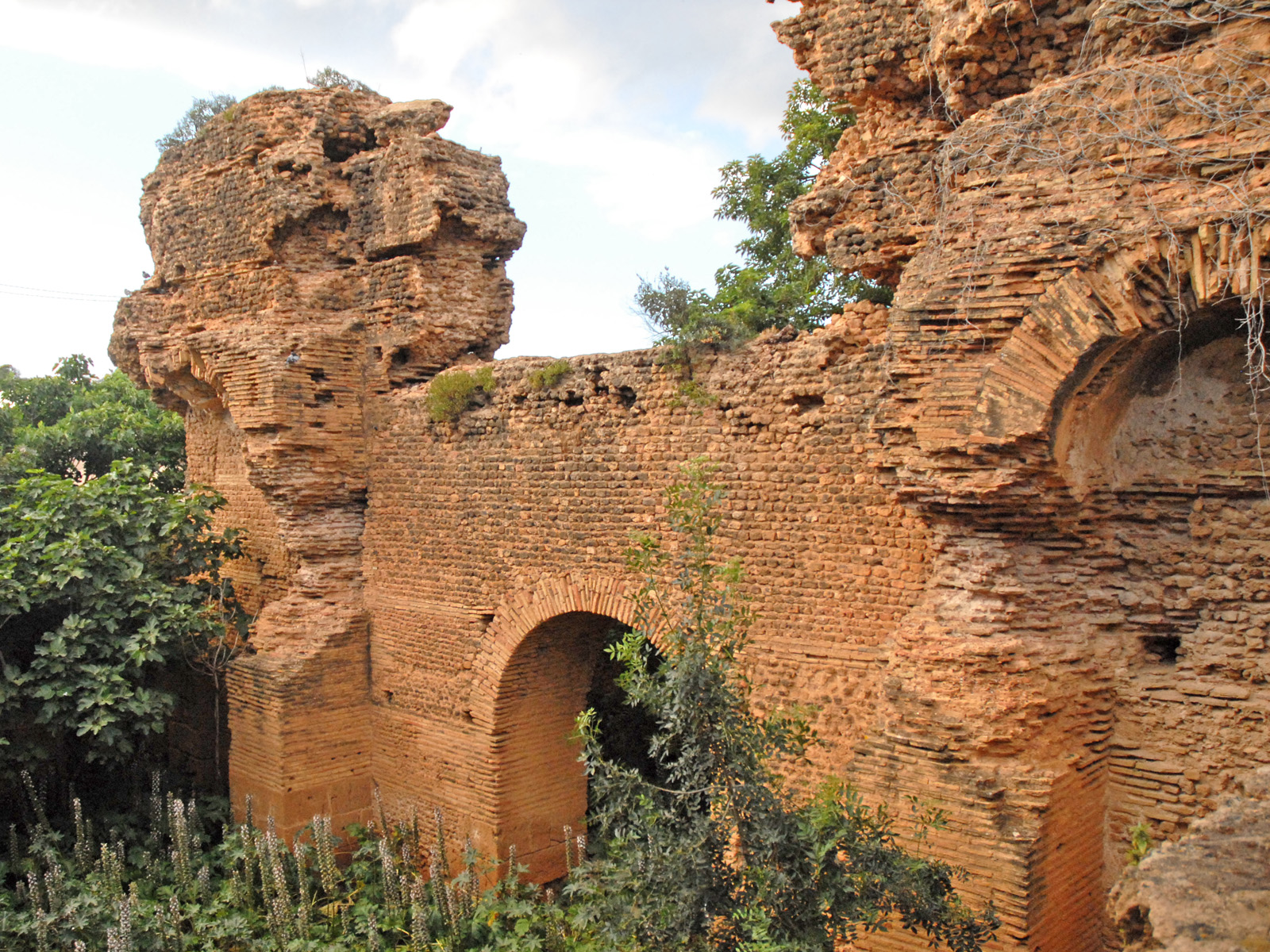
Термы (бани)
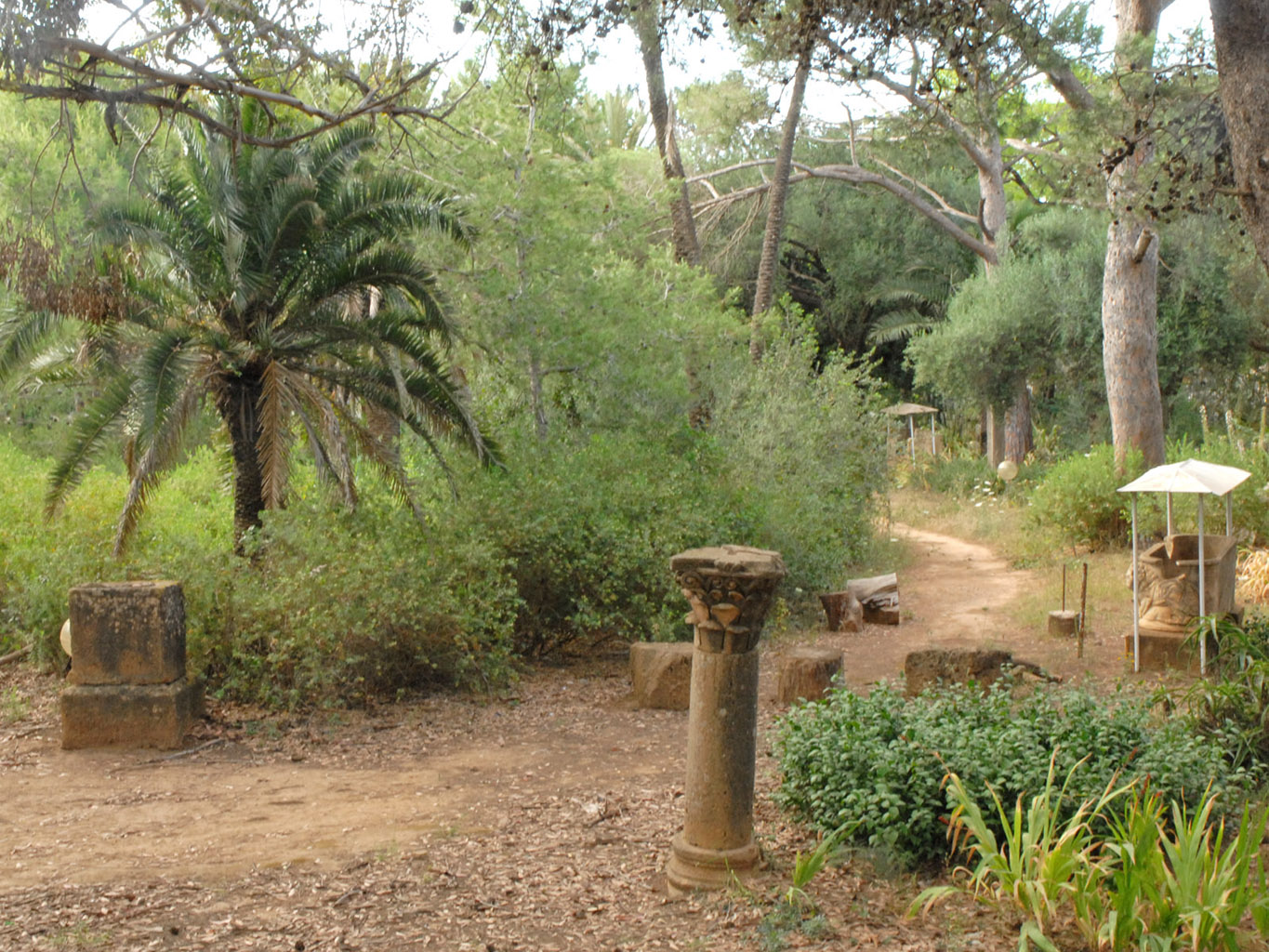
Римские руины Типазы
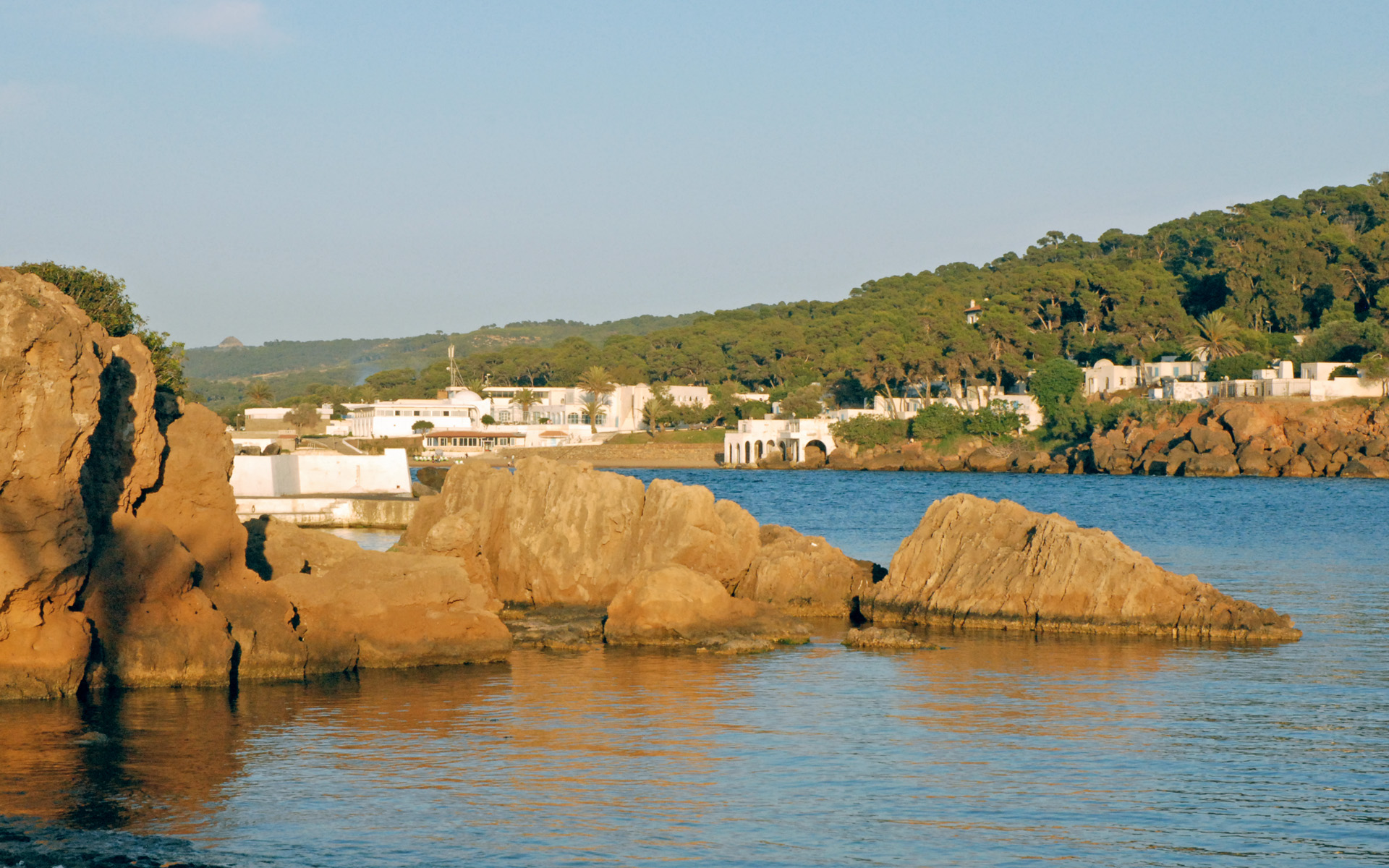
Туристический комплекс «Корн д'ор»
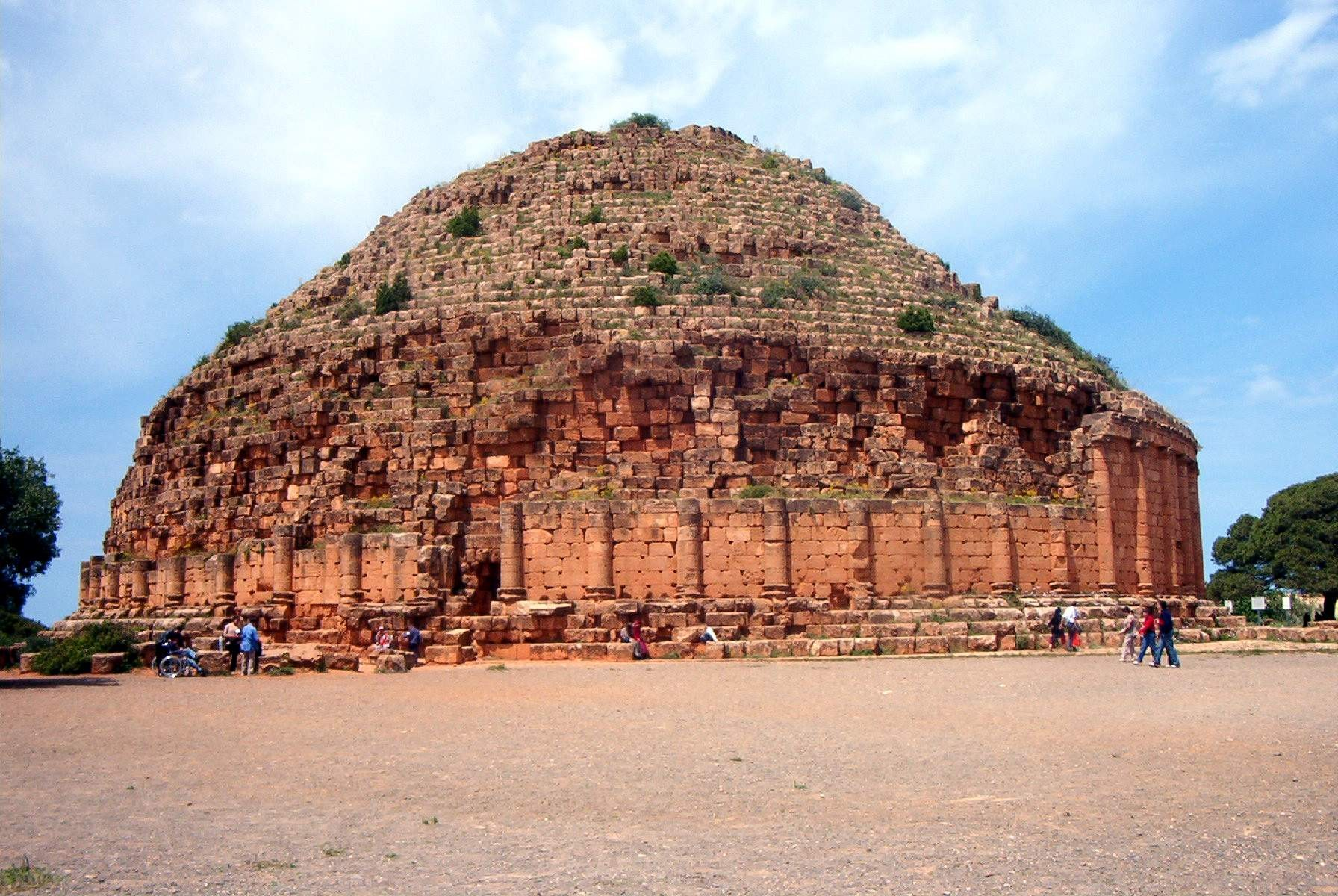
Гробница мавретанских царей

## Типаза в литературе
Типаза описана в произведении А. Камю «Брачный пир в Типаса».
«Весной в Типаса обитают боги, и боги говорят на языке солнца и запаха полыни, моря, закованного в серебряные латы, синего, без отбелей, неба, руин, утопающих в цветах, и кипени света на грудах камней. В иные часы все вокруг черно от слепящего солнца. Глаза тщетно пытаются уловить что-нибудь, кроме дрожащих на ресницах капелек света и красок. От густого запаха ароматических трав, который стоит в знойном воздухе, першит в горле и нечем дышать.»